# Hiroshi Narazaki
Hiroshi Narazaki (奈良﨑 寛 Narazaki Hiroshi?, nacido el 1 de junio de 1981 en Fukuoka) es un exfutbolista japonés. Jugaba de delantero y su único club fue el Sagan Tosu de Japón.

## Trayectoria

### Clubes
| Club       | País  | Año         |
| ---------- | ----- | ----------- |
| Sagan Tosu | Japón | 2004 - 2006 |